# Bao Zhao
Pour les articles homonymes, voir Bao.
Dans ce nom, le nom de famille, Bao, précède le nom personnel.
Bao Zhao (chinois 鮑照), né entre 408 et 416, mort en 466, est un poète chinois.

## Sources
Les sources sur la vie de Bao Zhao sont le Livre des Song (Song Shu), l'Histoire des dynasties du Sud (en) (Nan Shi), le Livre des Qi du Sud, une préface à un recueil d'œuvres de Bao Zhao par Yu Yan, ainsi que les propres écrits de Bao.
La biographie de Bao Zhao dans le Livre des Song, probablement l'œuvre de Shen Yue, est insérée dans celle de Liu Yiqing, prince de Linchuan. Bien que courte (109 mots), elle est suivie d'une longue citation de l'une de ses odes, de 890 mots. La préface de Yu Yan, probablement écrite entre 482 et 493, est un peu plus longue et détaillée. Elle ouvre un recueil des œuvres de Bao Zhao réalisé à la demande du prince Changmao (en) de Nanjun. Le recueil contient une moitié des œuvres de Bao Zhao. L'Histoire des dynasties du Sud, terminée en 659 et compilée par Li Yanshou, reprend la biographie de Shen Yue et y ajoute l'anecdote dans laquelle Bao Zhao présente ses poésies au prince de Linchuan.

## Biographie
Bien que la date de naissance de Bao Zhao soit peu assurée, R. C. Chen pense qu'il est né en 407. Il commence sa carrière officielle en 438 et meurt en 466 à l'âge de 58 ans. Il est probablement originaire du district de Dantu, dans la province de Jiangsu.
Bao Zhao commence sa carrière au service de Liu Yiqing, prince de Linchuan, après s'en être fait remarquer en lui présentant ses poèmes. Après la mort de Liu en 444, Bao entre au service de Liu Jun, prince de Shixing, en 445. Il est ensuite au service du nouvel empereur Xiaowu (en) à la capitale, avant d'être relégué à des postes subalternes en province. Il meurt lors des troubles qui surviennent au début du règne de l'empereur Ming (en) de la dynastie Liu Song (ou Song du Sud).
Bao Zhao est le frère de la poétesse Bao Linghui.
Il ne reste que six recueils originaux de la période des Six Dynasties, dont celui de Bao Zhao (les cinq autres étant Ji Kang, Lu Yun, Tao Yuanming, Xie Tiao, Yu Xin (en)), ce qui atteste sa popularité auprès des poètes postérieurs et du public. Bao Zhao est tenu pour le plus grand poète du ve siècle.

## Œuvre
Bao Zhao est l'auteur de dix fu, de yuefu, poèmes chantés, écrits sur un air déjà connu, dont le thème principal est chez Bao la mort, et de shi (en). Il est une source d'inspiration pour les poètes Li Bai et Du Fu.

### Traduction
- Bao Zhao, Sur les berges du fleuve, trad. Michel Kuttler, La Différence, « Orphée », 1992.